# Język gestuno
Język gestuno (także gestuno lub International Sign Language) – sztuczny międzynarodowy język migowy. Nazwa tego języka pochodzi z języka włoskiego i oznacza wspólny język migowy. Jest to język rozpowszechniony na niewielką skalę, który nie zastąpił języków migowych występujących na poszczególnych obszarach. Nie jest to w pełni rozwinięty język migowy.

## Historia
Język gestuno powstał w 1973 roku, gdy Światowa Federacja Głuchych ustanowiła język wykorzystywany przy międzynarodowych kontaktach osób głuchych. Jest on wykorzystywany podczas oficjalnych kontaktów osób niesłyszących, na przykład na kongresach głuchych czy podczas zawodów sportowych osób o upośledzonym słuchu. Język ten nie jest powszechnie używany przez głuchych.
Z czasem przyjęła się nazwa International Sign Language. Głusi i tłumacze języków migowych podjęli próbę, by przekształcić ten język tak, by był bardziej zrozumiały dla użytkówników.

## Charakterystyka
W celu stworzenia tej formy porozumiewania Światowa Federacja Głuchych ujednoliciła system znaków międzynarodowych języka migowego. Utworzony przez ŚFG komitet wybierał z różnych języków migowych te znaki, które były najbardziej rozpowszechnione. Zamiarem było stworzenie języka łatwego w nauce przez osoby głuche. Komisja opublikowała podręcznik zawierający około 1500 znaków, ale nie opracowała konkretnej gramatyki tego języka pozwalającej na swobodną komunikację. Z tych względów część badaczy języków migowych nie uważa gestuno za prawdziwy język migowy.